# Rob van der Sluijs
Rob van der Sluijs (4 maart 1987) is een Nederlandse voetballer die als verdediger speelt.
Van der Sluijs kwam in het seizoen 2006-2007 bij FC Zwolle gekomen en vanaf het seizoen 2007-2008 had hij een basisplaats als verdediger. Op 25 juni 2009 werd bekend dat hij stage ging lopen bij Helmond Sport. Deze wilden hem een voorlopig amateurcontract geven, waar hij in eerste instantie niet mee akkoord ging. Hij was in de veronderstelling dat hij bij AGOVV Apeldoorn een beter contract kon tekenen. Toen niettemin bleek dat hij daar eveneens een stage zou moeten afleggen, vertrok hij alsnog naar Helmond Sport.
Na dat seizoen vertrok hij naar FC Eindhoven wat hij na een seizoen inruilde voor AGOVV Apeldoorn. Daar vertrok hij in januari 2012 zonder te spelen.

## Statistieken
| Seizoen | Club            | Land      | Competitie     | Wed. | Goals |
| ------- | --------------- | --------- | -------------- | ---- | ----- |
| 2006/07 | FC Zwolle       | Nederland | Eerste divisie | 5    | 0     |
| 2007/08 | FC Zwolle       | Nederland | Eerste divisie | 23   | 0     |
| 2008/09 | FC Zwolle       | Nederland | Eerste divisie | 8    | 0     |
| 2009/10 | Helmond Sport   | Nederland | Eerste divisie | 16   | 0     |
| 2010/11 | FC Eindhoven    | Nederland | Eerste divisie | 12   | 0     |
| 2011/12 | AGOVV Apeldoorn | Nederland | Eerste divisie | 0    | 0     |
| 2012/13 | AGOVV Apeldoorn | Nederland | Eerste divisie | 0    | 0     |
| Totaal  | Totaal          | Totaal    | Totaal         | 64   | 0     |